# Ken Bediako
Ken Bediako (* 15. Januar 1941 als Emmanuel Kwaku Bediako) ist ein ghanaischer Sportjournalist.

## Werdegang
Bediako wurde als Sohn des 1978 verstorbenen Schulleiters Alfred Lawrence Angua (A.L.A.) Bediako aus Amanokrom (Eastern Region) geboren und hatte zehn Geschwister. Er besuchte das Abuakwa State College in Kibi, arbeitete seit 1962 als Sportredakteur für die Tageszeitung Daily Graphic und berichtete unter anderem von den Olympischen Sommerspielen 1972 aus München. Außerdem arbeitete Bediako als Chef vom Dienst des Kotoko Express, Vereinszeitschrift von Asante Kotoko. Im August 1968 war er Mitbegründer der Sports Writers Association of Ghana (SWAG), die unter anderem jährlich den Fußballer des Jahres auszeichnet. 2004 wurde Bediako zum Vorstandsmitglied des National Sports Council of Ghana berufen. Seine Publikationen zum ghanaischen Fußball gelten als Standardwerke.
Zu Ehren des US-Präsidenten John F. Kennedy ließ Bediako seinen Vornamen ändern.

## Werke
- The National Soccer League of Ghana. The Full Story 1956–1995. Accra 1995, ohne ISBN (140 Seiten).
- The complete history of the Ghana Football League 1958–2012. Kumasi 2012, ISBN 978-9988-1-7251-0 (342 Seiten).